# Bourbince
La Bourbince est une rivière du département de Saône-et-Loire, en région Bourgogne-Franche-Comté en France. C'est un affluent gauche de l'Arroux, donc un sous-affluent de la Loire.

## Géographie

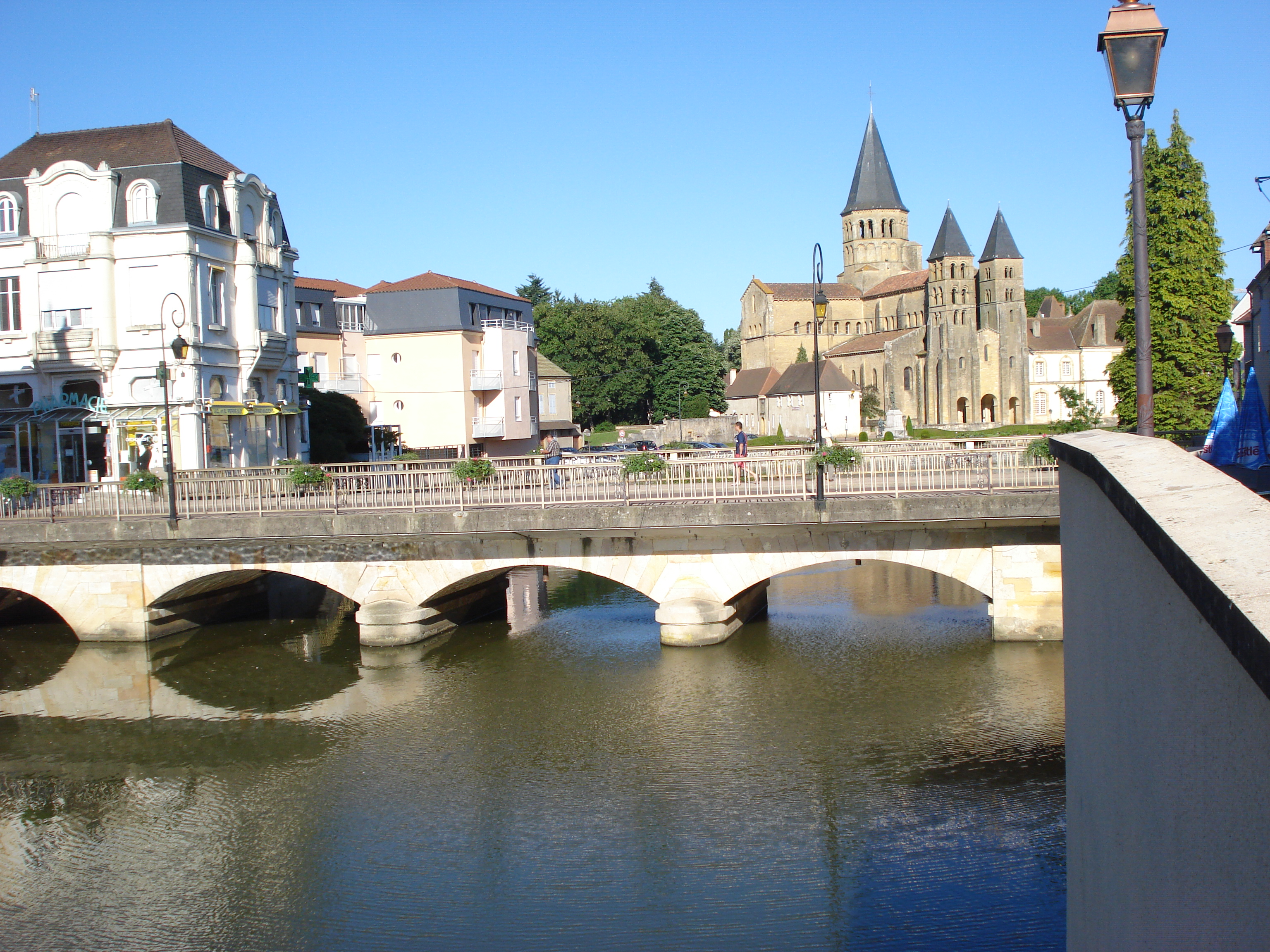
Pont sur la Bourbince à Paray-le-Monial.

D'une longueur de 83,6 km, elle prend sa source dans le déversoir de l’étang de Torcy (d'après l'IGN) qui est lui-même alimenté par divers ruisseaux descendant de Montcenis, à 382 m d'altitude.
Au nord-est de Digoin, elle se jette dans l'Arroux, en rive gauche, à 227 m d'altitude, (qui peu après rejoint la Loire).
Sur la plus grande partie de son trajet, la vallée de la Bourbince héberge le versant ligérien du canal du Centre.

### Communes et cantons traversés
Dans le seul département de Saône-et-Loire, la Bourbince traverse les dix-sept communes suivantes, de Montcenis (source), Torcy, Les Bizots, Saint-Eusèbe, Blanzy, Montceau-les-Mines, Saint-Vallier, Pouilloux, Ciry-le-Noble, Génelard, Palinges, Saint-Aubin-en-Charollais, Volesvres, Paray-le-Monial, Saint-Léger-lès-Paray, Vitry-en-Charollais, Digoin (confluence).
Soit en termes de cantons, la Bourbince prend source dans le canton du Creusot-1, traverse les canton de Blanzy, canton de Montceau-les-Mines, canton de Saint-Vallier, canton de Charolles, canton de Paray-le-Monial, conflue dans le canton de Digoin, le tout dans les arrondissements d'Autun, de Châlon-sur-Saône et de Charolles.

### Bassin versant
Le bassin versant de la Bourbince est de 877 km2. Il concerne quarante-deux communes et compte 260 km linéaire de cours d'eau principaux, et plus de 590 km linéaire de ruisseaux et rus. Le bassin versant contient aussi 64 lacs et 239 étangs, avec une population estimée à 118 500 habitants en 2009 donc une densité moyenne de 121 habitants/km2.

### Organisme gestionnaire
La Bourbince est gérée par le Syndicat intercommunal d’étude et d’aménagement de la Bourbince (SIEAB), créé en juillet 1996, et sis à Montceau-les-Mines.

## Affluents
La Bourbince a dix-neuf tronçons affluents référencés dont :
- les Fougeards (rd), 5,7 km sur trois communes sans affluent.
- le faux bras de la Bourbince (rg), 6,7 km sur trois communes avec un affluent.
- la Sorme (rd), 19,6 km
- les Marais (rd), 6,7 km sur trois communes avec un seul affluent.
- la Limace (rg), 14,3 km
- le Moulin Neuf (rd), 8,6 km sur deux communes avec un seul affluent.
- le Tilly (rg), 6,9 km sur deux communes avec trois affluents dont le canal du Centre.
- le Lavaux (rg), 7,7 km sur trois communes avec pour affluent le canal du Centre.
- le Poisson (rg), 9,4 km sur quatre communes avec cinq tronçons affluents.
- l'Oudrache (rd), 48,3 km[4]. La rivière baigne Paray-le-Monial et conflue à Vitry-en-Charollais.
- le Verdelin (rd), 11,8 km sur six communes, avec trois affluents.
- la rigole de l'Arroux (rd), 13,6 km sur trois communes avec trois tronçons affluents.

## Hydrologie

### La Bourbince à Vitry-en-Charollais
Le débit de la Bourbince a été observé depuis le 1er janvier 1967 , à 237 m d'altitude, à Vitry-en-Charollais, localité du département de Saône-et-Loire, située à l'endroit de son confluent avec l'Arroux , en aval de la ville de Paray-le-Monial. À cet endroit le bassin versant de la rivière est de 819 km2 (sur 877 km2 pour l'entièreté du bassin).
Le module de la rivière à Vitry-en-Charollais est de 7,80 m3/s, et grossit ainsi l'Arroux de ses eaux juste avant son confluent avec la Loire.
La Bourbince présente les fluctuations saisonnières de débit assez importantes et typiques des rivières de l'Est de la France, issues du massif central, avec des crues d'hiver portant le débit mensuel moyen entre 11 et 17 m3/s, de décembre à mars inclus (maximum en février), et des basses eaux d'été de juillet à septembre, avec une baisse du débit moyen mensuel jusqu'au plancher de 2,19 m3 au mois d'août, niveau qui reste assez confortable.

### Étiage ou basses eaux
Le VCN3 peut cependant chuter jusque 0,74 m3/s, en cas de période quinquennale sèche ce qui est fort bas, le cours d'eau perdant ainsi 92 % de son débit moyen.

### Crues
D'autre part les crues sont souvent relativement importantes et contribuent à engorger l'Arroux. Les QIX 2 et QIX 5 valent respectivement 77 et 100 m3/s. Le QIX 10 est de 120 m3/s, et le QIX 20 de 130 m3/s. Quant au QIX 50, il se monte à 160 m3/s. Ces valeurs sont assez élevées pour un bassin de 819 km2.
Le débit instantané maximal enregistré a été de 155 m3/s le 26 décembre 1968, tandis que la valeur journalière maximale était de 144 m3/s le même jour. En comparant la première de ces valeurs aux différents QIX de la rivière, il apparaît que cette crue était nettement supérieure au niveau cinquantennal défini par QIX 50, et donc très exceptionnelle. La hauteur maximale instantanée a atteint 366 cm le même 26 décembre 1968.

### Lame d'eau et débit spécifique
La lame d'eau écoulée dans le bassin de la Bourbince est de 301 millimètres annuellement, ce qui est plus ou moins équivalent à la moyenne d'ensemble de la France, mais supérieur à celle de l'ensemble du bassin versant de la Loire (plus ou moins 250 millimètres par an à Nantes). Le débit spécifique (ou Qsp) atteint à 9,6 litres par seconde et par kilomètre carré de bassin.